# 마리아엔처스도르프

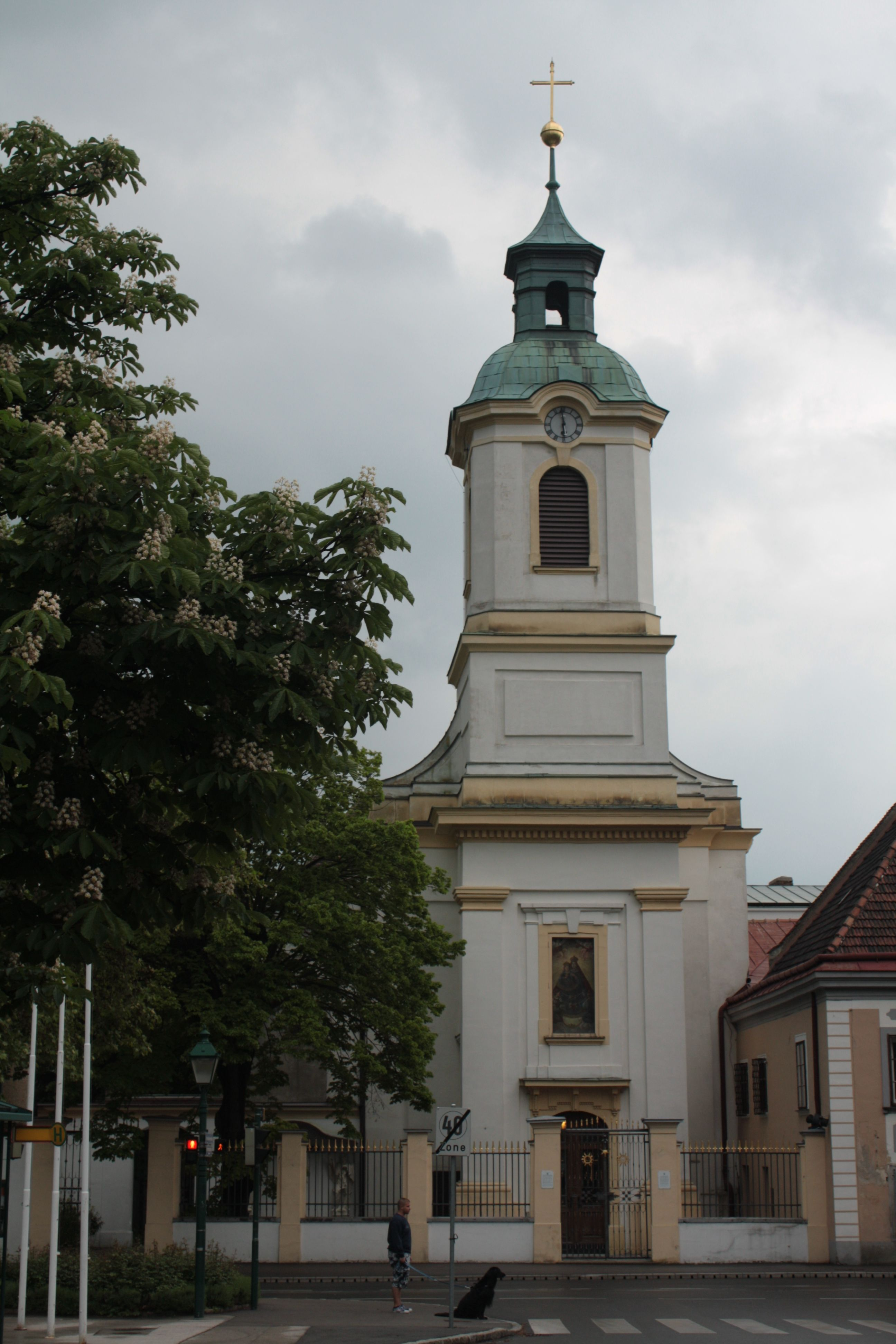
마리아엔처스도르프

마리아엔처스도르프(독일어: Maria Enzersdorf)는 오스트리아 니더외스터라이히주에 위치한 도시로 면적은 5.36km2, 높이는 225m, 인구는 8,775명(2016년 1월 1일 기준), 인구 밀도는 1,600명/km2이다.
리히텐슈타인 성(Liechtenstein)을 비롯한 여러 성들이 남아 있다. 오스트리아의 에너지 회사인 EVN 그룹(EVN Group)의 본사가 위치한 곳이기도 하다.

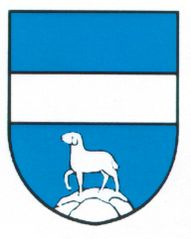
시 문장

## 인구
| 연도 | 인구  | ±%      |
| ---- | ----- | ------- |
| 1961 | 3,825 | —       |
| 1971 | 8,120 | +112.3% |
| 1981 | 9,148 | +12.7%  |
| 1991 | 8,594 | −6.1%   |
| 2001 | 8,202 | −4.6%   |
| 2011 | 8,718 | +6.3%   |